# JBS S. A.
JBS S. A. (Abkürzung für José Batista Sobrinho Sociedade Anônima) ist eine brasilianische Aktiengesellschaft. Sie ist der größte Fleischproduzent der Welt und das größte Fleischverarbeitungsunternehmen in Südamerika. Die heutige JBS entstand 2007 aus einer Übernahme des US-amerikanischen Fleischkonzerns Swift & Company durch die brasilianische JBS S.A. Sitz der Gruppe ist São Paulo (Brasilien) und Dallas (Texas, USA). CEO des Mutterkonzerns JBS S.A. ist Joesley Mendonça Batista, sein Sohn Wesley Mendonça Batista ist CEO von JBS USA Inc. JBS ist an der brasilianischen Börse Bovespa notiert. Mehrheitsaktionär der JBS S.A. ist J&F Participações (J&F).

## Geschichte
Das Unternehmen wurde 1953 in Anápolis, im brasilianischen Bundesstaat Goiás, von José Batista Sobrinho als kleiner Rindvieh-Schlachtbetrieb unter dem Namen Friboi gegründet (tägliche Schlachtkapazität lediglich 5 Stück). José Batista Sobrinho hatte drei Söhne und drei Töchter, die später alle in Führungspositionen des Konzerns aufrückten. 1968 und 1970 wurde jeweils ein Schlachthaus erworben, die Schlachtungen stiegen auf 500 pro Tag. Bis Ende des Jahrtausends folgten zahlreiche Übernahmen von Schlachthäusern und Fleischverarbeitungsbetrieben.
2006 wurden alle Aktivitäten der JBS-Friboi-Gruppe, die nicht mit Fleisch zu tun hatten, abgetrennt.
Im Juli 2007 erwarb die JBS-Unternehmensgruppe über ihre Tochtergesellschaft JBS Holding Internacional Ltda für rund 1,5 Milliarden US-Dollar von ConAgra Foods das US-Unternehmen Swift & Company, damals drittgrößter Frischfleischproduzent der Vereinigten Staaten und größter Fleischverarbeiter Australiens; seither firmiert die Gesamtgruppe als JBS Swift Group.
Ende 2007 erwarb JBS für 225 Mio. Euro 50 % der italienischen Inalca SpA, ein Tochterunternehmen des Rindfleischproduzenten Cremonini SpA.
Anfang März 2008 gab das US-Unternehmen Smithfield Foods (weltgrößter Schweinezucht- und Schweinefleischverarbeitungskonzern) bekannt, dass es für 565 Millionen US-Dollar in bar seine Rindfleisch-Sparte Smithfield Beef Group Inc. (SBG), bisher mit Sitz in Green Bay, an JBS verkaufen wird. Zur SBG gehört die in Loveland (Colorado) ansässige Five Rivers Ranch Cattle Feeding LLC, ein 50/50-Gemeinschaftsunternehmen mit der New Yorker Continental Grain Co. (früher ContiGroup Cos. Inc.), das kurz vor der Transaktion von Smithfield gegen Aktienabgabe vollständig erworben wird. Der Verkauf des Viehbestandes der beiden Firmen an JBS soll erst später erfolgen. Zugleich kauft JBS für 970 Millionen US-Dollar die in Kansas City ansässige National Beef Packing Co., bisher viertgrößter US-Rindfleischverarbeiter und einer der größten Fleischexporteure nach Japan. Ergänzend dazu übernahm JBS den australischen Fleischverarbeiter Tasman Group für 150 Millionen US-Dollar.
Mit Abschluss der Akquisitionen, für die eine Zustimmung der US-Behörden erwartet wird, steigt JBS zum größten Fleischverarbeitungs- und Fleischvermarktungskonzern der USA auf, vor dem bisherigen Marktführer Tyson Foods. JBS wird dann weltweit 63.000 Mitarbeiter, eine Schlachtkapazität von täglich je 79.200 Rindern und 48.000 Schweinen und einen Jahresumsatz von annähernd 21,5 Milliarden US-Dollar haben. Davor beschäftigte JBS knapp 20.000 Mitarbeiter, schlachtete 34,141 Millionen Rinder und erzielte einen Umsatz von knapp 4 Milliarden US-Dollar. Zu den größten Hauptkonkurrenten gehörten die Agrarunternehmen Cargill, Smithfield Packing Company und Tyson Foods.
Das Unternehmen stieg durch aggressive Zukäufe zwischen 2005 und 2017 zum weltweit zweitgrößten Lebensmittelkonzern nach Nestlé auf.
Das Unternehmen erhielt vom brasilianischen Staat über viele Jahre hinweg Kredite in Milliardenhöhe und steht in diesem Zusammenhang im Verdacht der Korruption. 2017 wurde bekannt, dass der Eigentümer Joesley Batista drei brasilianische Präsidenten und fast 2000 andere Politiker finanziert haben soll. Präsident Michel Temer soll für seine letzte Wahlkampagne 4,7 Millionen Dollar bekommen haben. An die Präsidenten Lula da Silva und Rousseff sollen 80 Millionen Dollar geflossen sein. Insgesamt sollen an Politiker rund 220 Millionen Dollar Schmiergeld gezahlt worden sein. Im September 2017 wurden Joesley Batista und sein Bruder verhaftet. Ihnen wird vorgeworfen, bei ihrer Befragung zum Schmiergeld-Skandal um Staatspräsident Michel Temer wichtige Details verschwiegen zu haben.
Ab Ende Mai 2021 wurde JBS Opfer einer Cyberattacke. In Australien wurde dadurch der Betrieb lahmgelegt. Auch in den USA und Kanada hatten einige Werke den Betrieb eingestellt. Wenige Tage später konnten die meisten Betriebe den Betrieb wieder aufnehmen.

## Geschäftsfelder und Marken
Geschäftsfeld der JBS ist die Verarbeitung, Zubereitung, Verpackung und der Vertrieb sowohl von frischem, gefrorenem als auch verarbeitetem Fleisch. Außerdem stellt JBS Fertigmahlzeiten, Dosenfleisch und Kochfleisch sowie Häute und andere Beiprodukte der Rinderschlachtung her. JBS hat 23 Verarbeitungsstätten in Brasilien sowie sechs in Argentinien. Exportiert wird vor allem in die EU, nach Russland, Israel, Lateinamerika, in die USA, nach Marokko, Hongkong, Ägypten und Saudi-Arabien. Eigenmarken der Gruppe sind unter anderem Matoratta, Swift, Friboi und Anglo.
Seit 2021 gehört das niederländische Unternehmen Vivera BV zu JBS. Es stellt vegane Fleischersatzprodukte wie Würste und Schnitzel her. Das Unternehmen war 2021 das drittgrößte Unternehmen auf dem europäischen Markt für pflanzenbasierte Produkte und erwirtschaftete einen Umsatz von etwa 100 Millionen USD. JBS wollte mit diesem Kauf seinen Marktanteil im Bereich von pflanzenbasierten Fleischimitaten ausbauen und zahlte 341 Millionen Euro für Vivera.

## Kritik

### Abholzung des Regenwalds
JBS betreibt selber keine Farmen, die durch illegale Abholzung von Regenwald entstanden sind. Allerdings werden Rinder zugekauft, die von illegalen Farmen stammen können. Über die Jahre gab es immer wieder Berichte, die zeigen konnten, wie Rinder von illegalen Farmen zu legalen Farmen von JBS transportiert wurden. Daraufhin verkündete JBS das Ziel, bis 2030 keine Rinder von illegalen Farmen mehr zu verwenden.